# Manoir de la Villeneuve (La Chapelle-Caro)
Le manoir de la Villeneuve  est un édifice situé à La Chapelle-Caro en France.

## Localisation
Le manoir est situé sur le territoire de la commune de La Chapelle-Caro au lieu-dit Villeneuve, dans le département du Morbihan en région Bretagne.

## Description
Le manoir date du XVIIe siècle. Édifice a un étage carré et étage de comble, élévation à travée, construit en moellons sans chaîne en pierre de taille de granite et de schiste. Toiture à longs pans recouverte d'ardoises, pignon couvert, noue. Escalier hors-œuvre : escalier à vis sans jour.

## Historique
Siège d'une ancienne seigneurie ayant appartenu successivement aux familles Mauléon (en 1426), Houx, seigneurs du Bodel (en 1513) et Rogier. Le fief est réuni à la seigneurie du Crévy. Le château possédait autrefois une chapelle privée bénite le 15 février 1718.
Le manoir est inscrit à l'inventaire général du patrimoine culturel en 1986.